# Jardín de la Triple Alianza
El Jardín de la Triple Alianza es un jardín-monumento que conmemora la Triple Alianza acaecida en el año 1430 entre los pueblos de Tenochtitlan, Texcoco y Tlacopan. Está ubicado en la calle Filomeno Mata, casi esquina con la calle Tacuba en el Centro Histórico de la Ciudad de México. Los altorrelieves que allí están expuestos son obra del escultor mexicano Jesús F. Contreras en 1888 para formar parte de la representación de México en la Exposición Universal de 1889. El jardín también cuenta con un busto a Filomeno Mata. Existe un cuarto relieve, el de Cuauhtémoc, que se halla en el interior del Museo del Ejército, sobre cuyo costado se yergue esta Plaza. Sendas réplicas de estos cuatro relieves se yerguen en lo alto del Monumento a La Raza.

## Inscripciones de cada placa

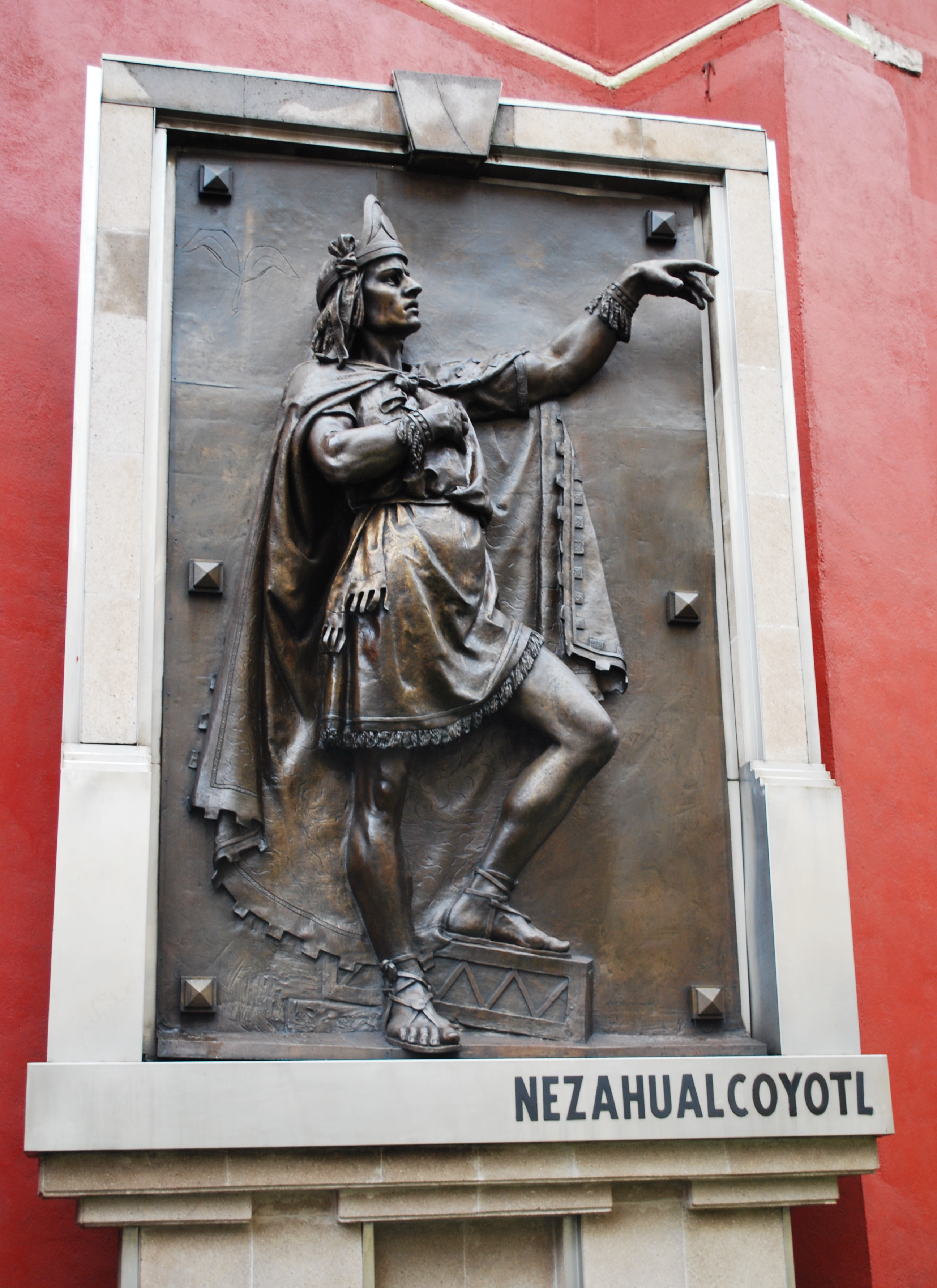
Nezahualcóyotl,
tlatoani de Texcoco.

### Nezahualcóyotl
Nezahualcóyotl: "Coyote en ayuno, o coyote al acecho".
Autor Jesús F. Contreras 1866-1902, procedencia: formó parte de la colección del museo nacional de la artillería. Alto relieve en bronce 1888-1889, 360 x 225 cm.
Gobernante de Texcoco que de 1431 a 1472 reorganizo la leyes y la administración de su pueblo propiciando un gran florecimiento económico y cultural.

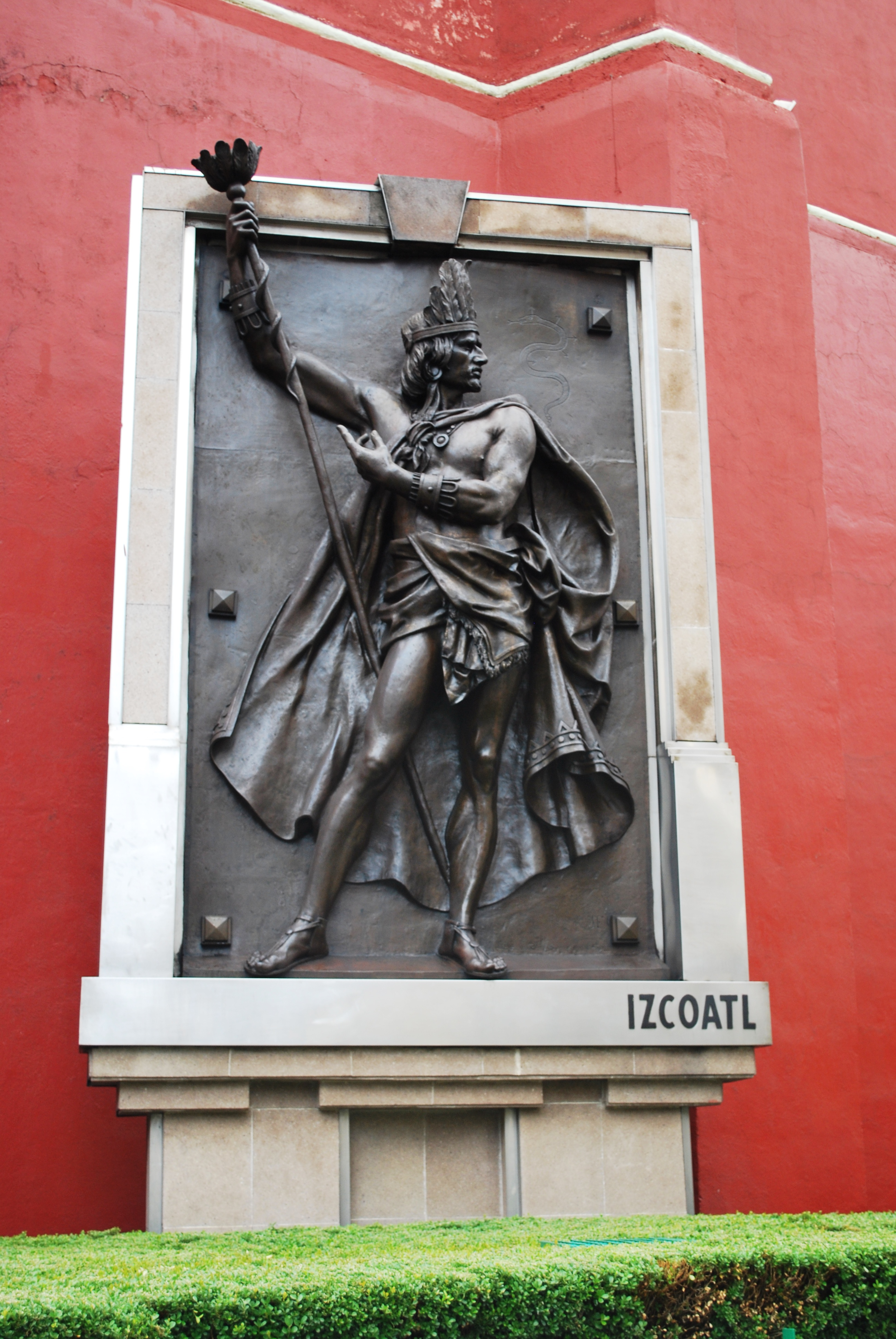
Itzcóatl,
Huey Tlatoani de Tenochtitlan.

Famoso también por sus poemas.

### Itzcóatl
Itzcóatl: "Serpiente de obsidiana".
Autor Jesús F. Contreras 1866-1902, procedencia: formó parte de la colección del museo nacional de la artillería. Alto relieve en bronce 1888-1889, 360 x 225 cm.
Gobernante mexica que de 1428 a 1440 libero a su pueblo del señorío de Azcapotzalco y dio inicio a la fase de expansión y conquista mexica.

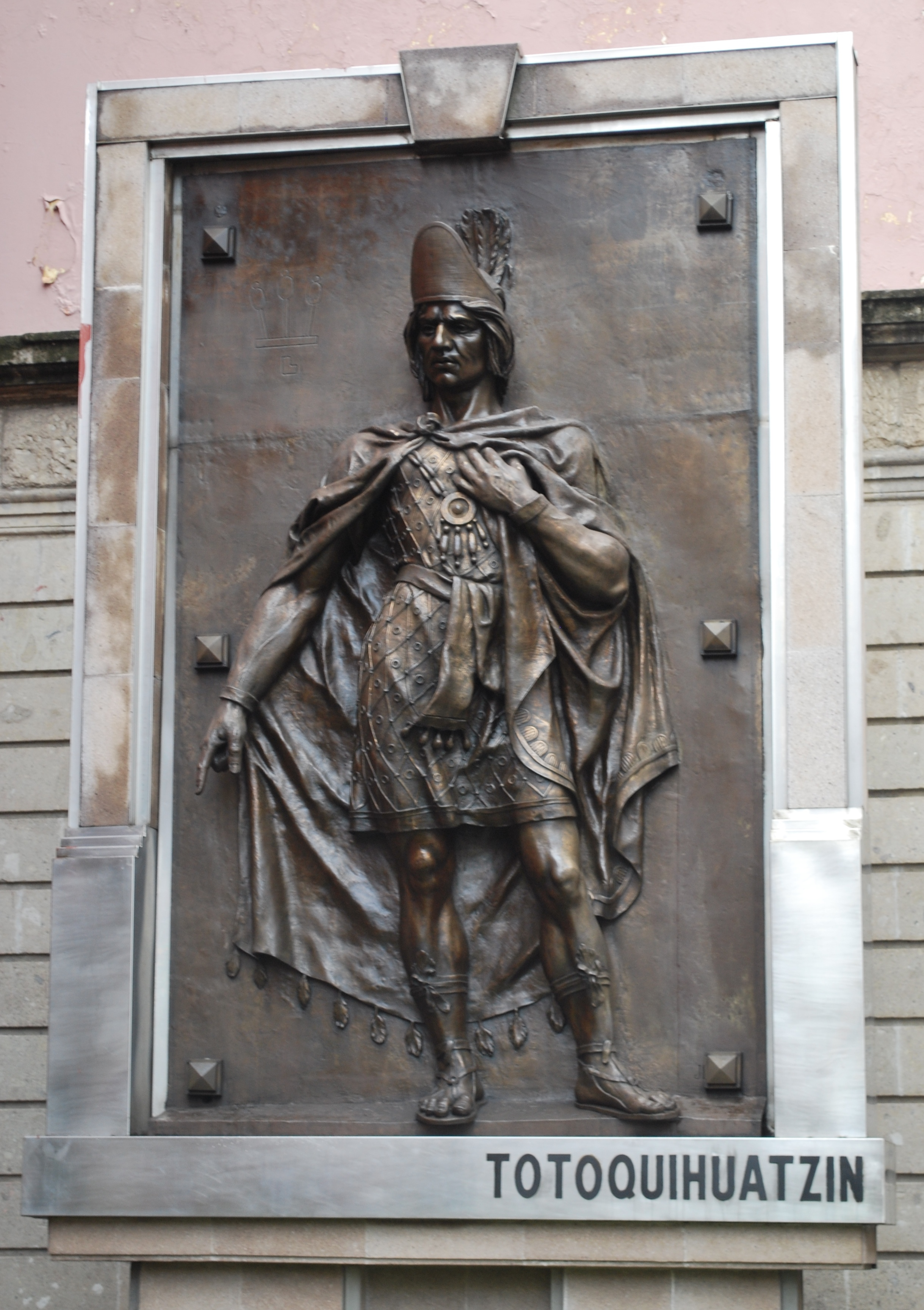
Totoquihuatzin,
tlatoani de Tlacopan (Tacuba).

### Totoquihuatzin
Totoquihuatzin: "Entrada de aves".
Autor Jesús F. Contreras 1866-1902, procedencia: formó parte de la colección del museo nacional de la artillería. Alto relieve en bronce 1888-1889, 360 x 225 cm.
Gobernante de señorío de Tlacopan (Tacuba) que junto con Itzcóatl y Nezahualcóyotl, planeó y logró la unión de Tenochtitlan, Texcoco y Tacuba, "La Triple Alianza". Fue autor de varios poemas.

## Imágenes

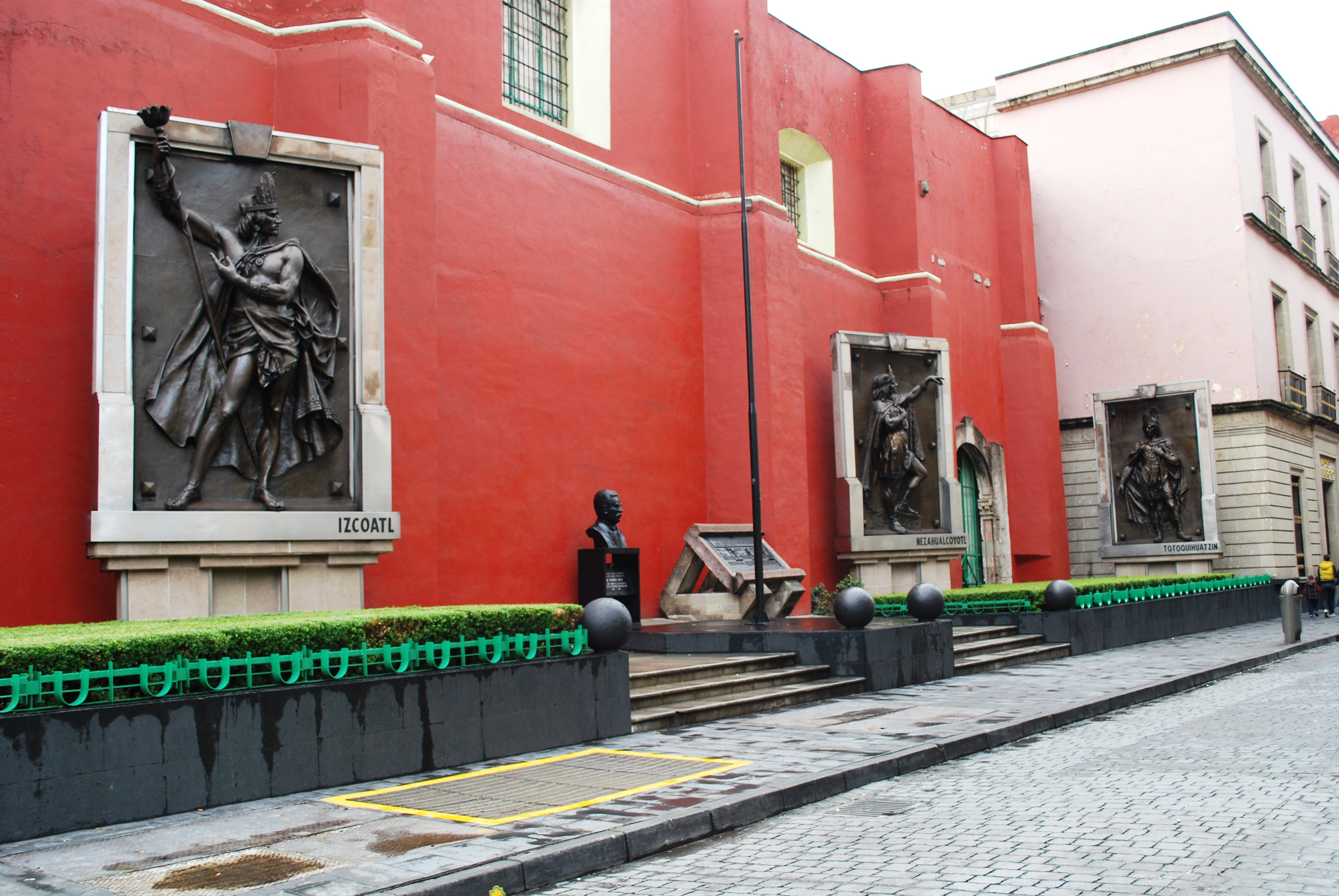
Vista del jardín.
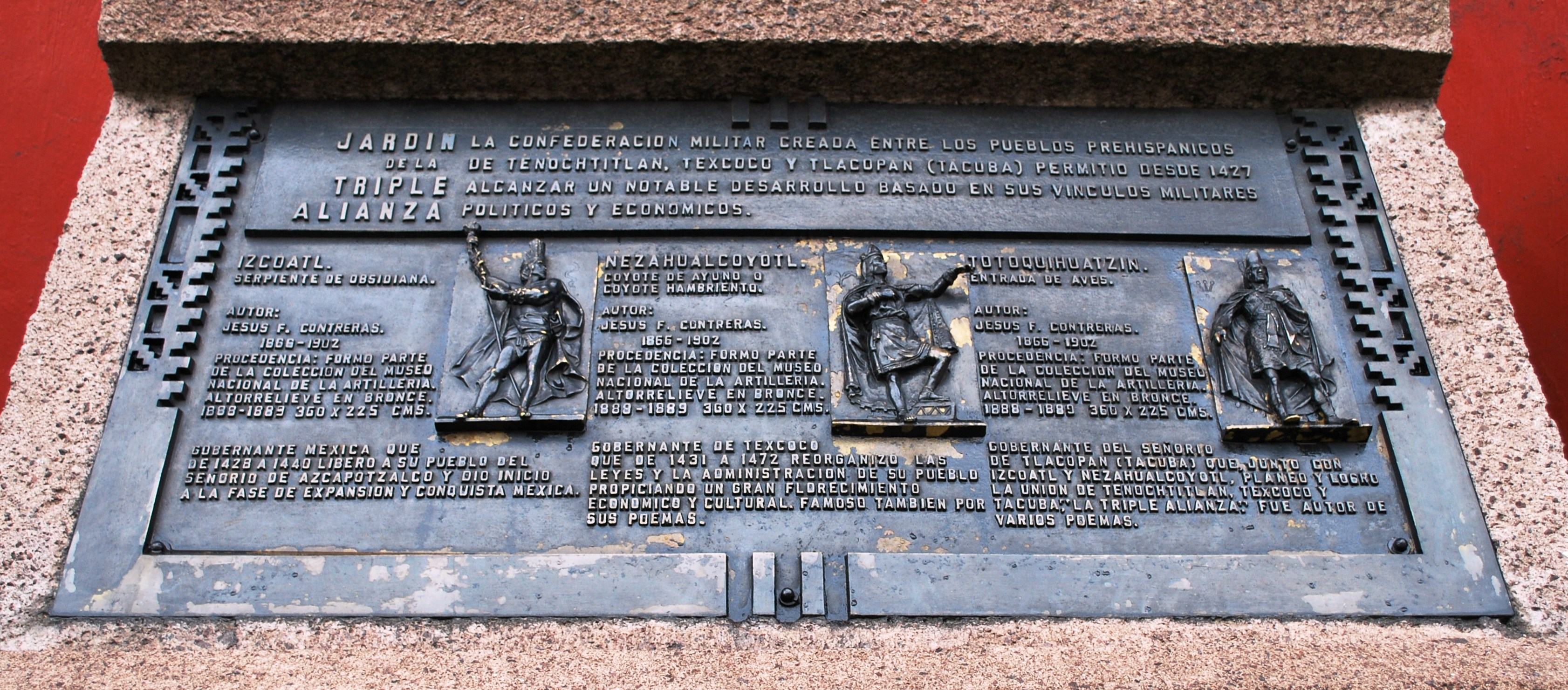
Placa en el jardín.
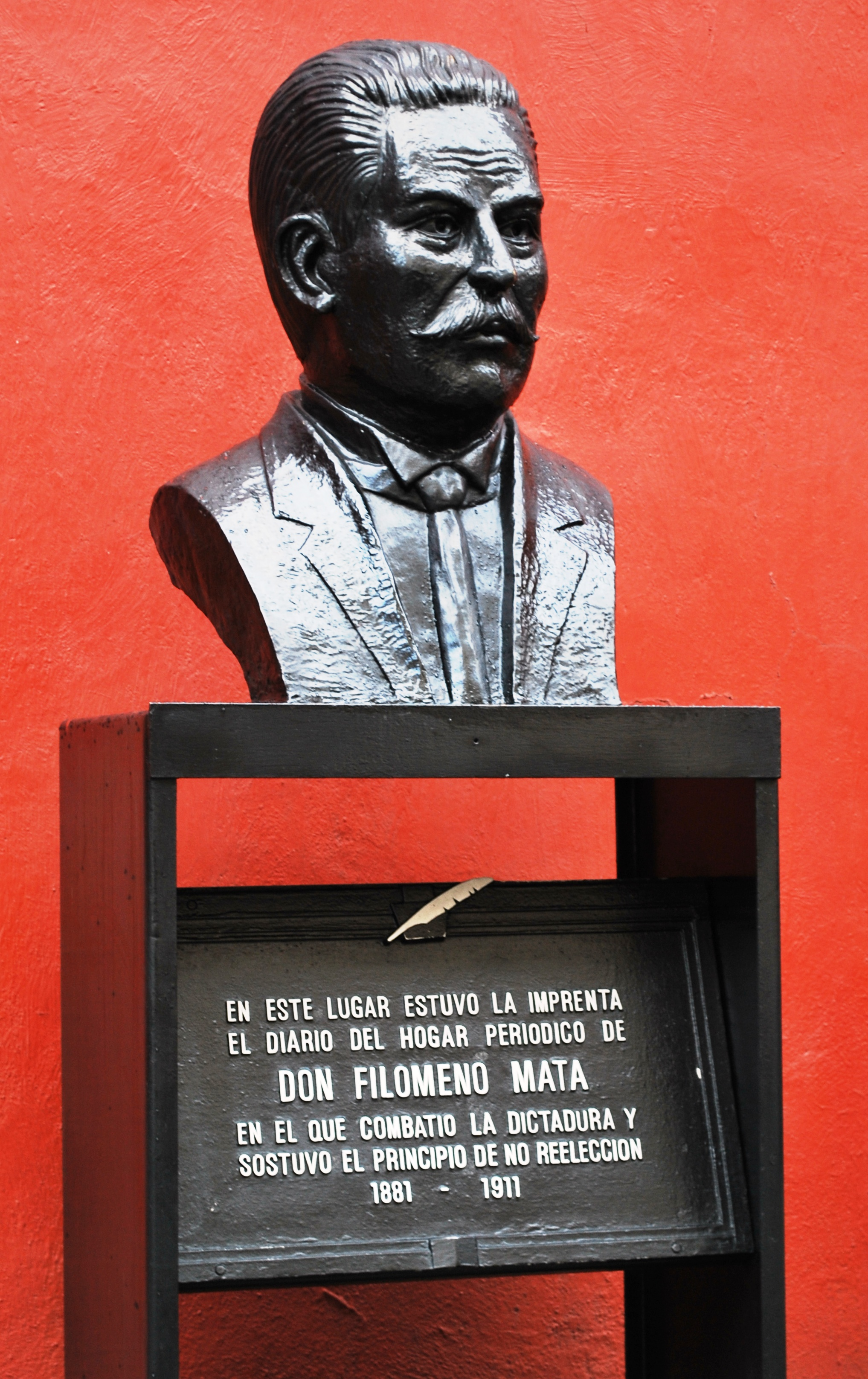
Busto a Filomeno Mata.
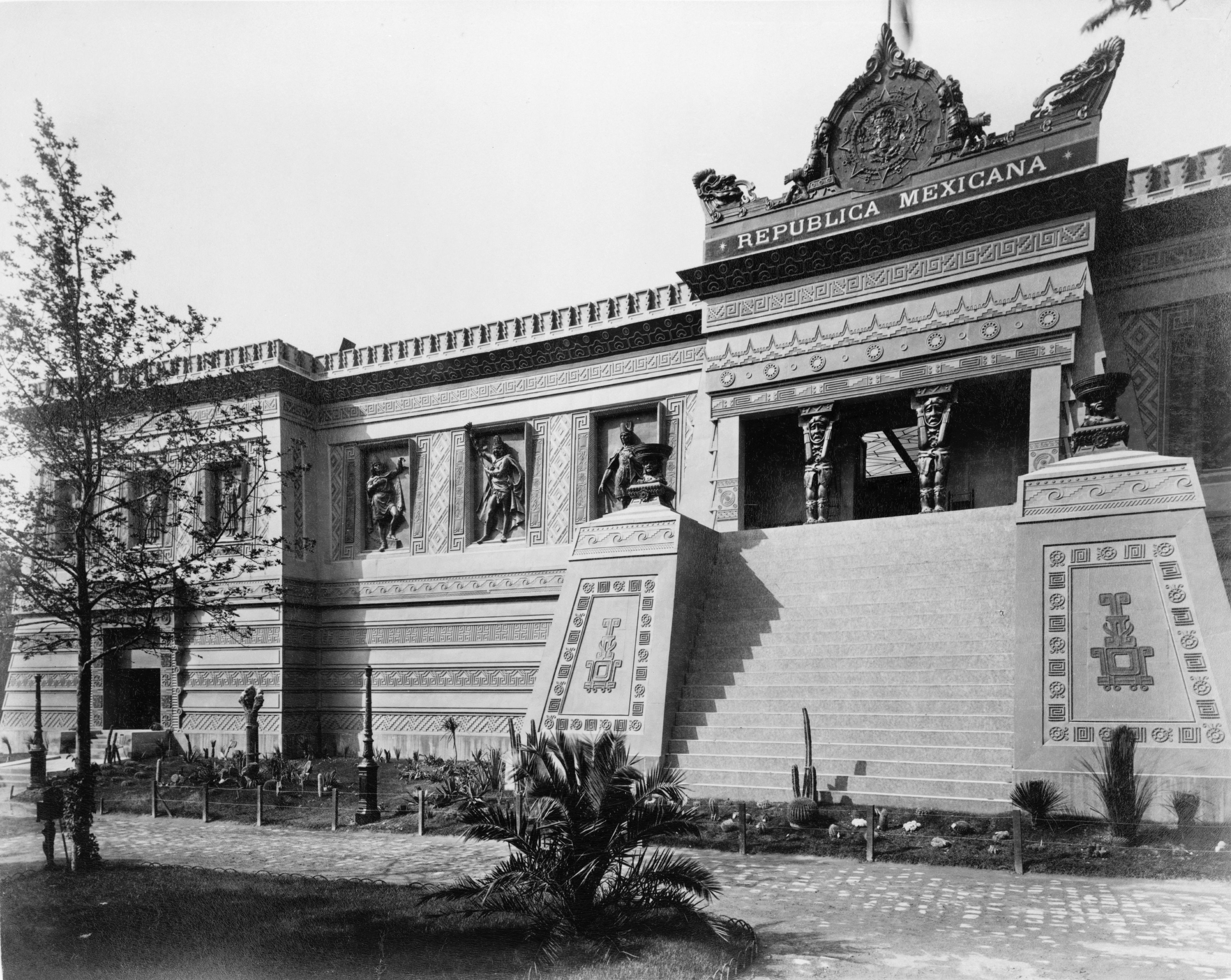
Fachada del pabellón de México en la Exposición Universal de 1889.